# Kobaltova skupina
V 9. ali kobaltovo skupino periodnega sistema elementov (IUPAC) spadajo kobalt (Co), rodij (Rh), iridij (Ir) in majtnerij (Mt). Vsi elementi so prehodne kovine iz bloka d. Vsi znani izotopi majtnerija so radioaktivni in imajo zelo kratke razpolovne čase in zanje ni znano, da bi se nahajali v naravi. Neznatne količine majtnerija so se sintetizirale samo v laboratoriju.
Vsi elementi iz 9. skupine imajo podobne vzorce elektronskih konfiguracij, predvsem na najbolj zunanjih elektronskih orbitalah, ki jim dajejo podobne trende kemijskih lastnosti. Izjema je rodij, ki ne sledi tem trendom.
| Z   | Element   | Št. elektronov/orbitala |
| --- | --------- | ----------------------- |
| 27  | Kobalt    | 2, 8, 15, 2             |
| 45  | Rodij     | 2, 8, 18, 16, 1         |
| 77  | Iridij    | 2, 8, 18, 32, 15, 2     |
| 109 | Majtnerij | 2, 8, 18, 32, 32, 15, 2 |

## Uporaba
- zlitine z drugimi kovinami, predvsem zaradi zmanjšanja korozije in obrabe
- industrijski katalizatorji
- superzlitine
- električne komponente